# Годуновка (Брянская область)
Годуно́вка — бывшая деревня в Дятьковском районе Брянской области, располагавшаяся в 9 км к югу от пгт Старь.
Впервые упоминается в первой половине XIX века как владение Тютчевых, позднее приобретена С. И. Мальцовым. Входила в приход села Слободище. С 1861 до 1924 года в Любохонской, Дорожовской волостях Брянского (с 1921 — Бежицкого) уезда; позднее в Дятьковской волости, с 1929 в Дятьковском районе. Входила в состав Чернятичского, а с 1960 — Слободищенского сельсовета.
В 1968 году деревня, к тому времени почти обезлюдевшая, была включена в состав посёлка Клёновский. Ныне не существует.